# Leo Christopher Byrne
Leo Christopher Byrne (* 19. März 1908 in St. Louis, Missouri; † 21. Oktober 1974 in St. Paul, Minnesota) war ein US-amerikanischer römisch-katholischer Bischof.
Byrne wurde am 10. Juni 1933 zum Priester für das Erzbistum Saint Louis geweiht.
Papst Pius XII. ernannte ihn am 21. Mai 1954 zum Weihbischof in Saint Louis und Titularbischof von Sabadia. Joseph Elmer Ritter, Erzbischof von Saint Louis, weihte ihn am 29. Juni 1954 zum Bischof. Mitkonsekratoren waren Mark Kenny Carroll, Bischof von Wichita, und John Cody, Koadjutor-Bischof von Kansas City. Am 11. Februar 1961 ernannte Papst Johannes XXIII. ihn zum Koadjutor-Bischof von Wichita. Die Installation fand am 25. April 1961 statt. Papst Paul VI. ernannte ihn dann zum Koadjutor-Erzbischof von Saint Paul and Minneapolis und Titularerzbischof von Plestia. Er starb, bevor er als Erzbischof nachfolgte.
Byrne nahm an allen vier Sitzungsperioden des Zweiten Vatikanischen Konzils teil.